# Sékou Sanogo
Cet article concerne le footballeur. Pour l'homme politique, voir Sékou Sanogo (homme politique).
Sékou Sanogo, né le 5 mai 1989, est un footballeur international ivoirien. Il évolue au poste de milieu défensif au Paris FC, en prêt de l'Étoile rouge de Belgrade.

## Biographie

### En club

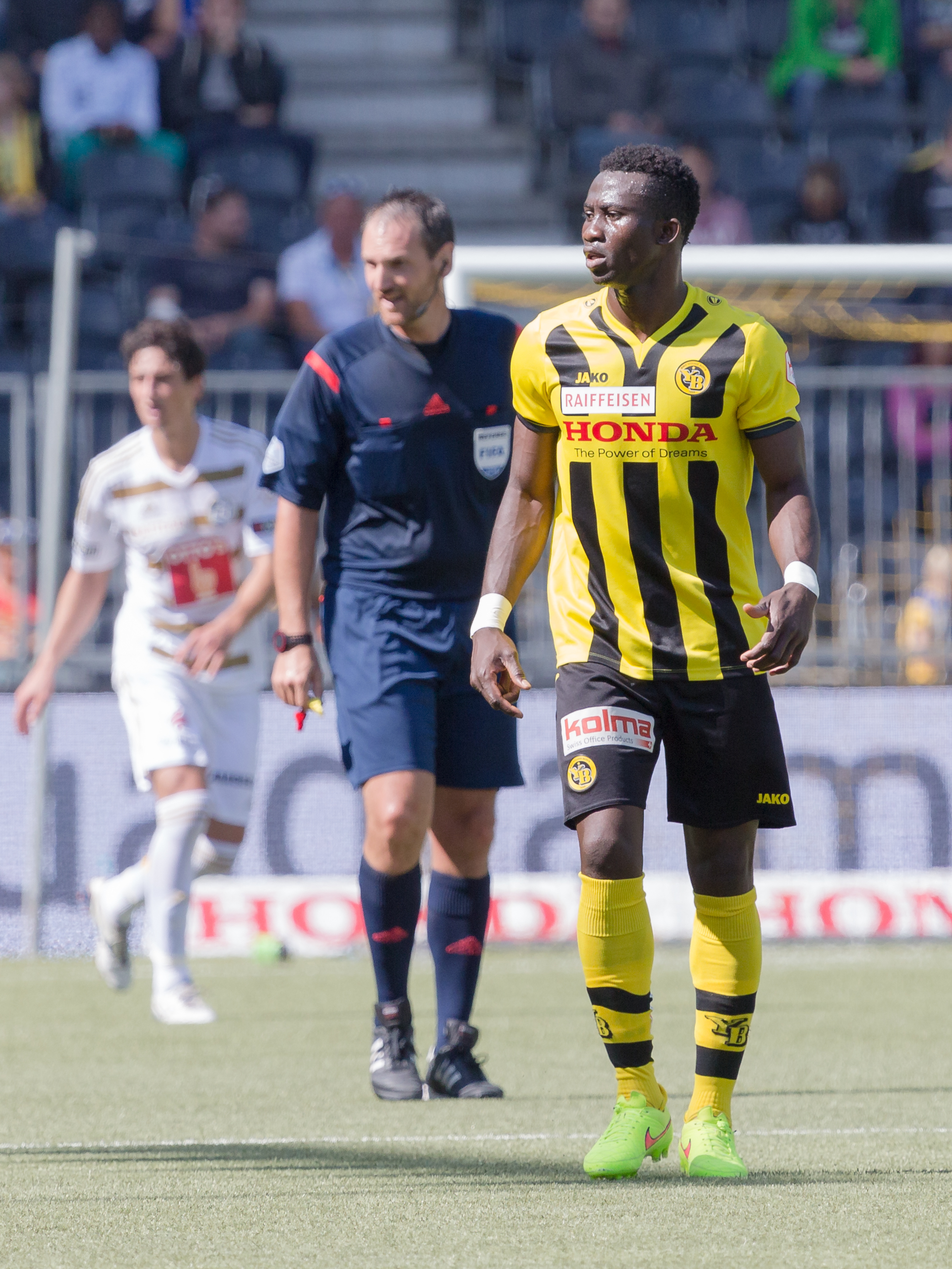
Sanogo avec les Young Boys Berne en 2014

Il participe à la Ligue des champions et à la Ligue Europa avec les clubs des BSC Young Boys et du FC Thoune.
Il atteint avec les BSC Young Boys les seizièmes de finale de la Ligue Europa en 2015.
Le 27 janvier 2021, il s'engage définitivement et jusqu'en 2023 avec l'Étoile rouge de Belgrade.

### En équipe nationale
Il reçoit sa première sélection en équipe de Côte d'Ivoire le 27 mars 2017, en amical contre le Sénégal (nul 1-1). Il joue ensuite lors de cette même année deux matchs rentrant dans le cadre des éliminatoires du mondial 2018, contre le Gabon (victoire 0-3) et le Mali (nul 0-0).

## Palmarès
Africa Sports
- Champion de Côte d'Ivoire en 2008.
- Vice-champion de Côte d'Ivoire en 2009.
- Vainqueur de la Coupe de Côte d'Ivoire en 2009 et 2010.

 BSC Young Boys
- Champion de Suisse en 2018 et 2019.
- Vice-champion de Suisse en 2015, 2016 et 2017.

 Étoile rouge de Belgrade
- Champion de Serbie en 2020 et 2021.
- Vainqueur de la Coupe de Serbie en 2021.

## Matchs internationaux
| Matchs internationaux de Sékou Sanogo | Matchs internationaux de Sékou Sanogo | Matchs internationaux de Sékou Sanogo | Matchs internationaux de Sékou Sanogo | Matchs internationaux de Sékou Sanogo | Matchs internationaux de Sékou Sanogo   | Matchs internationaux de Sékou Sanogo                         |
| #                                     | Date                                  | Lieu                                  | Adversaire                            | Résultat                              | Compétition                             | Notes                                                         |
| ------------------------------------- | ------------------------------------- | ------------------------------------- | ------------------------------------- | ------------------------------------- | --------------------------------------- | ------------------------------------------------------------- |
| 1                                     | 27 mars 2017                          | Stade Charléty, Paris, France         | Sénégal                               | 1 - 1                                 | Match amical                            | Entre en jeu à la place de Serey Dié à la 74e minute.         |
| 2                                     | 2 septembre 2017                      | Stade d'Angondjé, Libreville, Gabon   | Gabon                                 | 0 - 3                                 | Qualifications à la Coupe du monde 2018 | Entre en jeu à la place de Jean Michaël Seri à la 79e minute. |
| 3                                     | 6 octobre 2017                        | Stade du 26-Mars, Bamako, Mali        | Mali                                  | 0 - 0                                 | Qualifications à la Coupe du monde 2018 | Titulaire et buteur, remplacé par Serey Dié à la 46e minute.  |